# Brytyjskie Siły Ekspedycyjne
Brytyjskie Siły Ekspedycyjne (ang. British Expeditionary Force, BEF) – brytyjska formacja zbrojna, wysłana do Francji po wybuchu I wojny światowej, uczestniczyła też w obronie Francji w 1940 roku w czasie niemieckiej inwazji na Belgię, Holandię, Luksemburg i Francję.

## Wielka Wojna
Oddziały armii regularnej oraz terytorialne siły rezerwowe zostały wysłane, kiedy Wielka Brytania wypowiedziała wojnę Niemcom. Na czele wojska stał John French.

## II wojna światowa
BEF powstała na skutek podpisania brytyjsko-francuskiego, brytyjsko-polskiego i francusko-polskiego układu sojuszniczego na wypadek wojny z Niemcami i zaczęły być przerzucane do Francji po dniu 3 września 1939 roku, tj. po wypowiedzeniu wojny Niemcom – po ich napaści na Polskę – przez oba sprzymierzone kraje. Z powodu sukcesów wojsk niemieckich w czasie inwazji na Francję, 26 maja 1940 roku podjeto decyzję o ewakuowaniu BEF z Francji, podobnie jak pozostałych oddziałów brytyjskich i kanadyjskich.
Stan sił BEF ulegał zmianie, 9 maja 1940 (na dzień przed uderzeniem niemieckim na Francję), osiągnął stan następujący:

## Rezerwa Kwatery Głównej (GHQ[b])
- Oddziały własne GHQ (nie stanowiły jednej formacji; w razie konieczności były przez GHQ wcielane, okresowo bądź na stałe, w skład poszczególnych korpusów, dywizji lub innych związków taktycznych, bądź używane do działań specjalnych)
  - Królewski Korpus Pancerny (ang. Royal Armoured Corps)
    - 1 Brygada Czołgów 
      - 4. batalion Królewskiego Pułku Czołgów (w skr. RTR z ang. Royal Tank Regiment)
      - 7. batalion RTR

    - 1 Lekka Pancerna Brygada Zwiadu 
      - 1. pułk East Riding Yeomanry
      - 1. pułk Fife and Forfar Yeomanry

    - 12. pułk Lansjerów Królewskich Księcia Walii (samochody pancerne)

  - Dowództwo Artylerii Królewskiej (w skr. RA z ang. Royal Artilery)
    - 1. pułk artylerii najcięższej (dalej: pan), RA
    - 1 Brygada Artylerii Przeciwlotniczej
      - 1. pułk artylerii przeciwlotniczej (dalej: paplot), RA
      - 6. paplot, RA
      - 85. paplot, RA

    - 2 Brygada Artylerii Przeciwlotniczej
      - 60. paplot
      - 51. paplot lekki
      - 58. paplot lekki

    - 4. Brygada Artylerii Przeciwlotniczej
      - 4. paplot
      - 1. lekka bateria przeciwlotnicza

    - 5 Brygada Reflektorów
      - 1. Pułk Reflektorów
      - 2. Pułk Reflektorów
      - 3. Pułk Reflektorów

  - Dowództwo wojsk inżynieryjnych (w skr. RE z ang. Royal Engineering)
    - 100. kompania saperów Armii
    - 101. kompania saperów Armii
    - 216. kompania saperów Armii
    - 228. kompania saperów
    - 242. kompania saperów
    - 223. kompania taborowa
    - 19. kompania pomiarowa Armii
    - 58. kompania broni chemicznej
    - 61. kompania broni chemicznej
    - 62. kompania broni chemicznej

  - Wydzielone oddziały piechoty
    - 1. batalion Gwardii Walijskiej (ochronny GHQ)
    - 9. batalion West Yorkshire (garnizonowy)
    - 14. batalion Fizylierów Królewskich (garnizonowy)

- 5 Dywizja Piechoty – (generał major Harold Franklyn)
  - Dowództwo artylerii dywizyjnej
    - 9. pułk, RA
    - 91. pułk, RE
    - 52 pułk przeciwpancerny, RA

  - Dywizyjne dowództwo saperów
    - 245. kompania, RE
    - 252. kompania, RE
    - 254. kompania taborowa, RE

  - 13 Brygada Piechoty
    - 2. batalion Cameronians
    - 2. batalion Inniskilling
    - 2. batalion Berkshire and Wiltshire
    - kompania przeciwpancerna brygady

  - 17 Brygada Piechoty
    - 2. batalion Królewskich Fizylierów Szkockich
    - 2. batalion Northamptonshire
    - 6. batalion Seaforth Highlanders
    - kompania przeciwpancerna brygady

## I Korpus
generał porucznik Michael Barker
- Siły korpuśne
  - Dowództwo artylerii
    - 27. pułk artylerii polowej (dalej: pap), RA
    - 98. pap, RA (z sił własnych GHQ)
    - 115. pap, RA (z sił własnych GHQ)
    - 140. pap, RA
    - 1. pułk artylerii średniej (dalej: paśr), RA (z sił własnych GHQ)
    - 3. paśr, RA
    - 5. paśr, RA
    - 61. paśr, RA (z sił własnych GHQ)
    - 63. paśr, RA (z sił własnych GHQ)
    - 1. pułk artylerii ciężkiej (dalej: pac), RA (z sił własnych GHQ)
    - 3. pan, RA (z sił własnych GHQ)
    - 52. pap lekki, RA
    - 2. bateria przeciwlotnicza (lekka), RA
    - 1. pułk pomiarowy, RA

  - Dowództwo wojsk inżynieryjnych
    - 102. kompania saperów, RE
    - 107. kompania saperów, RE
    - 221. kompania saperów, RE
    - 105. kompania taborowa Korpusu, RE
    - 13. kompania pomiarowa Korpusu, RE

  - 4. batalion Cheshire (karabiny maszynowe)
  - 6. batalion Argyll & Sutherland Highlanders (karabiny maszynowe) (z sił własnych GHQ)
  - 6. batalion pionierów King's Own Royal Border (Lancaster) (z sił własnych GHQ)
  - 7. batalion pionierów King's Own Royal Border (Lancaster) (z sił własnych GHQ)

- 1 Dywizja Piechoty – generał major Harold Alexander
  - Siły dywizyjne
    - Dowództwo artylerii
      - 2. pap, RA
      - 19. pap, RA
      - 67. paplot, RA
      - 21. paplot, RA

    - Dowództwo wojsk inżynieryjnych
      - 23. kompania saperów, RE
      - 238. kompania saperów, RE
      - 248.h kompania saperów, RE
      - 6. kompania taborowa, RE

    - 13./18. pułk kawalerii dywizyjnej Huzarów Queen Mary's Own (z sił własnych GHQ)
    - 2, batalion Cheshire (karabiny maszynowe) (z I Korpusu)
    - 1. batalion sygnałowy

  - 1 Brygada Piechoty Gwardii
    - 3. batalion Grenadierów Gwardii
    - 2. batalion Coldstream Guards
    - 2. batalion Royal Hampshire
    - kompania przeciwpancerna brygady

  - 2 Brygada Piechoty 
    - 1. batalion Lojalistów
    - 2. batalion Staffordshire Księcia Walii
    - 6. batalion Gordon Highlanders
    - kompania przeciwpancerna brygady

  - 3 Brygada Piechoty
    - 1. batalion Księcia Wellingtona
    - 2. batalion PSherwood Foresters
    - 1. batalion Shropshire Light Infantry
    - kompania przeciwpancerna brygady

- 2 Dywizja Piechoty
  - Siły dywizyjne
    - Dowództwo artylerii
      - 10. pap, RA
      - 16. pap, RA
      - 99. pap, RA
      - 13. pułk art. ppanc., RA

    - Dowództwo wojsk inżynieryjnych
      - 5. kompania saperów, RE
      - 11. kompania saperów, RE
      - 38. kompania saperów, RE
      - 21. kompania taborowa, RE

    - 4/7. pułk Dragonów Królewskich Gwardii (z sił własnych GHQ)
    - 2. batalion Manchester (karabiny maszynowe) (z I Korpusu)
    - 2. kompania sygnałowa

  - 4 Brygada Piechoty
    - 1. batalion Royal Scots
    - 2. batalion Royal Norfolk
    - 1/8. batalion Lancashire Fusiliers
    - kompania przeciwpancerna brygady

  - 5 Brygada Piechoty
    - 1. batalion Queen's Own Cameron Highlanders
    - 2. batalion Dorsetshire
    - 7. batalion Worcestershire
    - kompania przeciwpancerna brygady

  - 6 Brygada Piechoty
    - 1. batalion Królewskich Fizylierów Walijskich
    - 1. batalion Berkshire and Wiltshire
    - 2. batalion Pułku Lekkiej Piechoty Durham
    - kompania przeciwpancerna brygady
- 48 Dywizja Piechoty South Midland – generał major A. Thorne
  - Siły dywizyjne
    - Dowództwo artylerii
      - 18. pap, RA
      - 24. pap, RA
      - 68. pap, RA
      - 53. pułk art. ppanc., RA

    - Dowództwo wojsk inżynieryjnych
      - 9. kompania saperów, RE
      - 224. kompania saperów, RE
      - 226. kompania saperów, RE
      - 227. kompania taborowa, RE

    - 4. batalion Cheshire (karabiny maszynowe), (z I Korpusu)

  - 143 Brygada Piechoty
    - 1. batalion Lekkiej Piechoty Oxfordshire & Buckinghamshire
    - 5. batalion Warwickshire
    - 1/7. batalion Warwickshire
    - kompania przeciwpancerna brygady

  - 144 Brygada Piechoty
    - 2. batalion Warwickshire
    - 5. batalion Gloucestershire
    - 8. batalion Worcestershire & Sherwood Foresters
    - kompania przeciwpancerna brygady

  - 145 Brygada Piechoty
    - 2. batalion Gloucestershire
    - 4. batalion Lekkiej Piechoty Oxfordshire and Buckinghamshire
    - 1. batalion Lekkiej Piechoty Oxfordshire and Buckinghamshire
    - kompania przeciwpancerna brygady

## II Korpus
generał porucznik Alan Brooke
- Siły korpuśne
  - Dowództwo artylerii

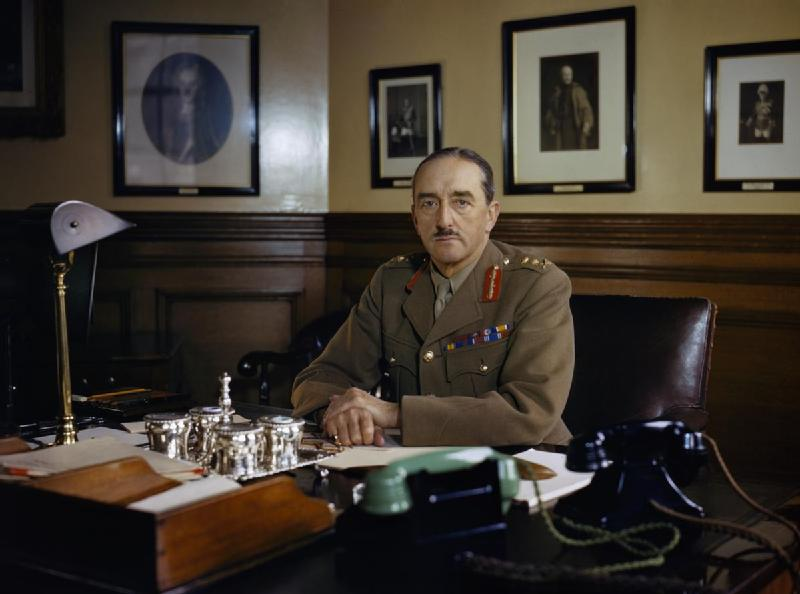
Sir Alan Brooke w roku 1942

    - 2 Pułk Królewskiej Artylerii Konnej (z sił własnych GHQ)
    - 32. pap, RA (z sił własnych GHQ)
    - 60. pap, RA
    - 88. pap, RA
    - 2. paśr, RA (z sił własnych GHQ)
    - 4. paśr, RA (z sił własnych GHQ)
    - 53. paśr, RA
    - 58. paśr, RA (z sił własnych GHQ)
    - 59. paśr., RA
    - 51. pac, RA (z sił własnych GHQ)
    - 2. pan, RA (z sił własnych GHQ)
    - 53. paplot lekki, RA
    - 2. Pułk pomiarowy, RA

  - Dowództwo wojsk inżynieryjnych
    - 222. kompania saperów, RE
    - 234. kompania saperów, RE
    - 240. kompania saperów, RE
    - 108. kompania taborowa Korpusu, RE
    - 14. kompania pomiarowa Korpusu, RE

  - 8. batalion Middlesex (karabiny maszynowe)
  - 4. batalion Gordon Highlanders (karabiny maszynowe)
  - 8. batalion pionierów King's Own Royal Regiment (Lancaster) (z sił własnych GHQ)
  - 9. batalion pionierów King's Own Royal Regiment (Lancaster) (z sił własnych GHQ)

- 3 Dywizja piechoty – generał major Bernard Law Montgomery
  - Siły dywizyjne
    - Dowództwo artylerii
      - 7. pap, RA
      - 3. pap, RA
      - 76. pap, RA
      - 20. pułk ppanc., RA

    - Dowództwo wojsk inżynieryjnych
      - 17. kompania saperów, RE
      - 248. kompania saperów, RE
      - 253. kompania saperów, RE
      - 15. kompania taborowa, RE

    - 15/19. pułk Królewskich Dragonów [kawaleria dywizyjna] (z sił własnych GHQ)
    - 1/7. batalion Middlesex (karabiny maszynowe) (z sił własnych GHQ)
    - 2. batalion Middlesex (karabiny maszynowe) (z II Korpusu)
    - 3. batalion sygnałowy

  - 7 Brygada Piechoty Gwardii 
    - 1. batalion grenadierów
    - 2. Battalion grenadierów
    - 1. batalion Coldstream Guards
    - kompania przeciwpancerna brygady

  - 8 Brygada Piechoty
    - 1. batalion Suffolk
    - 2. batalion East Yorkshire Księcia Walii
    - 4. batalion Berkshire and Wiltshire Księcia Edynburga
    - kompania przeciwpancerna brygady

  - 9 Brygada Piechoty
    - 2. batalion Lincolnshire
    - 1. batalion King's Own Scottish Borderers
    - 2. batalion Royal Ulster Rifles
    - kompania przeciwpancerna brygady

- 4 Dywizja Piechoty – generał major Dudley Graham Johnson
  - Kwatera Główna Dywizji
    - Dowództwo artylerii
      - 22. pap, RA
      - 30. pap, RA
      - 77. pap, RA
      - 14. pułk art. ppanc., RA

    - Dowództwo wojsk inżynieryjnych
      - 7. kompania saperów, RE
      - 59. kompania saperów, RE
      - 225. kompania saperów, RE
      - 18. kompania taborowa, RE

    - 5 pułk Royal Inniskilling Dragoon Guards (kawaleria dywizyjna) (z sił własnych GHQ)
    - 2. batalion Royal Northumberland Fusiliers (z II Korpusu)

  - 10 Brygada Piechoty
    - 2. batalion Bedfordshire
    - 2. batalion Lekkiej piechoty Księcia Kornwalii
    - 6. batalion East Surrey
    - kompania przeciwpancerna brygady

  - 11 Brygada Piechoty
    - 2. batalion Fizylierów Lancashire
    - 1. batalion East Surrey
    - 5. batalion Northamptonshire
    - kompania przeciwpancerna brygady

  - 12 Brygada Piechoty
    - 2. batalion Królewskich Fizylierów
    - 1. batalion Lancashire
    - 6. batalion Black Watch
    - kompania przeciwpancerna brygady

- 50 (Northumbryjska) Dywizja Piechoty Zmechanizowanej – generał major G. Le Q. Martel
  - Siły dywizyjne
    - Dowództwo artylerii
      - 72. pap, RA
      - 74. pap, RA
      - 92. pap, RA
      - 65. pułk art. ppanc., RA

    - Dowództwo wojsk inżynieryjnych
      - 232. kompania saperów, RE
      - 505. kompania saperów, RE
      - 235. kompania saperów, RE

    - 4. batalion Royal Northumberland Fusiliers (motocykliści)

  - 150 Brygada Piechoty
    - 4. batalion East Yorkshire
    - 4. batalion Green Howards
    - 5. batalion Green Howards
    - kompania przeciwpancerna brygady

  - 151 Brygada piechoty
    - 6. batalion Durham Light Infantry
    - 8. batalion Durham Light Infantry
    - 9. batalion Durham Light Infantry
    - kompania przeciwpancerna brygady

  - 25 Brygada Piechoty
    - 1/7. batalion Queen's Royal
    - 2. batalion Essex
    - 1. batalion Royal Irish Fusiliers
    - kompania przeciwpancerna brygady

## III Korpus
generał porucznik R.F. Adam
- Siły korpuśne
  - Dowództwo artylerii

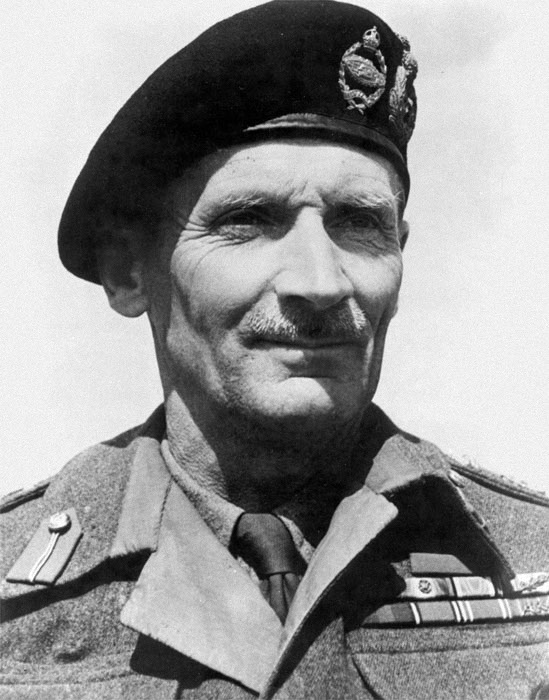
Bernard Law Montgomery

    - 5 pułk Królewskiej Artylerii Konnej
    - 97. pap (bez jednej baterii), RA
    - 139. pap, RA (z sił własnych GHQ)
    - 56. paśr, RA
    - 65. paśr, RA (z sił własnych GHQ)
    - 69. paśr, RA (z sił własnych GHQ)
    - 52. pac, RA (z sił własnych GHQ)
    - 54. paplot lekki, RA
    - 3. pułk pomiarowy, RA

  - Dowództwo wojsk inżynieryjnych 
    - 214. kompania saperów, RE
    - 217. kompania saperów, RE
    - 293. kompania taborowa Korpusu, RE
    - 514. kompania pomiarowa Korpusu

  - 1/9. batalion Manchester (karabiny maszynowe)
  - 1/6. batalion pionierów South Staffordshire (z sił własnych GHQ)

- 42 East Lancashire Dywizja Piechoty – generał major W.G. Holmes
  - Dowództwo artylerii
    - 52. pap, RA
    - 53. pap, RA
    - 56. pułk art. ppanc., RA

  - Dowództwo wojsk inżynieryjnych
    - 200. kompania saperów, RE
    - 201. kompania saperów, RE
    - 250. kompania saperów, RE
    - 208. kompania taborowa, RE

  - 125 Brygada Piechoty
    - 1. batalion King's Own Royal Border
    - 5. batalion Lancashire Fusiliers
    - 6. batalion Lancashire Fusiliers
    - kompania przeciwpancerna brygady

  - 126 Brygada Piechoty
    - 1. batalion East Lancashire
    - 5. batalion King's Own Royal Border
    - 5. batalion King's Own Royal Border
    - kompania przeciwpancerna brygady

  - 127 Brygada Piechoty
    - 4. batalion East Lancashire
    - 5. batalion Manchester
    - 1. batalion Highland Light Infantry
    - kompania przeciwpancerna brygady

- 44 Home Counties Dywizja Piechoty – generał major E.A. Osborne
  - Dowództwo artylerii
    - 57. pap, RA
    - 58. pap, RA
    - 65. pap, RA
    - 57. pułk art. ppanc., RA

  - Dowództwo wojsk inżynieryjnych
    - 11. kompania saperów, RE
    - 208. kompania saperów, RE
    - 210. kompania saperów, RE
    - 211. kompania taborowa, RE

  - 131 Brygada Piechoty
    - 2. batalion The Buffs
    - 5. batalion Queen's Royal (West Surrey)
    - 6. batalion Queen's Royal (West Surrey)
    - Kompania przeciwpancerna

  - 132 Brygada Piechoty
    - 1. batalion Queen's Own Royal West Kent
    - 4. batalion Queen's Own Royal West Kent
    - 5. batalion Queen's Own Royal West Kent
    - 132. kompania przeciwpancerna

  - 133 Brygada Piechoty
    - 2. batalion Royal Sussex
    - 4. batalion Royal Sussex
    - 5. batalion Royal Sussex
    - Kompania przeciwpancerna

## Korpus Saary
generał major VM Fortune
10 maja 1940 roku siły te wchodziły w skład Korpusu Kolonialnego 3 Armii francuskiej na Linii Maginota:
- 51 Dywizja Piechoty – generał major V.M. Fortune
  - Dowództwo artylerii
    - 17. pap, RA
    - 23. pap, RA
    - 75. pap, RA
    - 51. pułk art. ppanc., RA

  - Dowództwo wojsk inżynieryjnych
    - 26. kompania saperów, RE
    - 236. kompania saperów, RE
    - 237. kompania saperów, RE
    - 239. kompania taborowa, RE

  - 152 Brygada Piechoty
    - 2. batalion Seaforth Highlanders
    - 4. batalion Seaforth Highlanders
    - 4. batalion Queen's Own Cameron Highlanders
    - kompania przeciwpancerna

  - 153 Brygada Piechoty
    - 4. batalion Black Watch
    - 1. batalion Gordon Highlanders
    - 5. batalion Gordon Highlanders
    - kompania przeciwpancerna

  - 154 Brygada Piechoty
    - 1. batalion Black Watch
    - 7. batalion Argyll & Sutherland Highlanders
    - 8. batalion Argyll & Sutherland Highlanders
    - kompania przeciwpancerna

Oddziały dodatkowe Korpusu Saary
- 1. pułk Lothians and Border Horse (kawaleria dywizyjna) (z sił własnych GHQ)
- 1. pułk artylerii konnej (bez jednej baterii) (z sił własnych GHQ)
- 97. pap (jedna bateria), RA (z III Korpusu)
- 51. paśr, RA (z III Korpusu)
- 213. kompania saperów, RE V
- 7. batalion Royal Northumberland Fusiliers (karabiny maszynowe) (z III Korpusu)
- 1. batalion Princess Louise's Kensington (karabiny maszynowe) (z III Korpusu)
- 7. batalion Royal Norfolk (z sił własnych GHQ)
- 6. batalion Royal Scots Fusiliers

## Oddziały dodatkowe

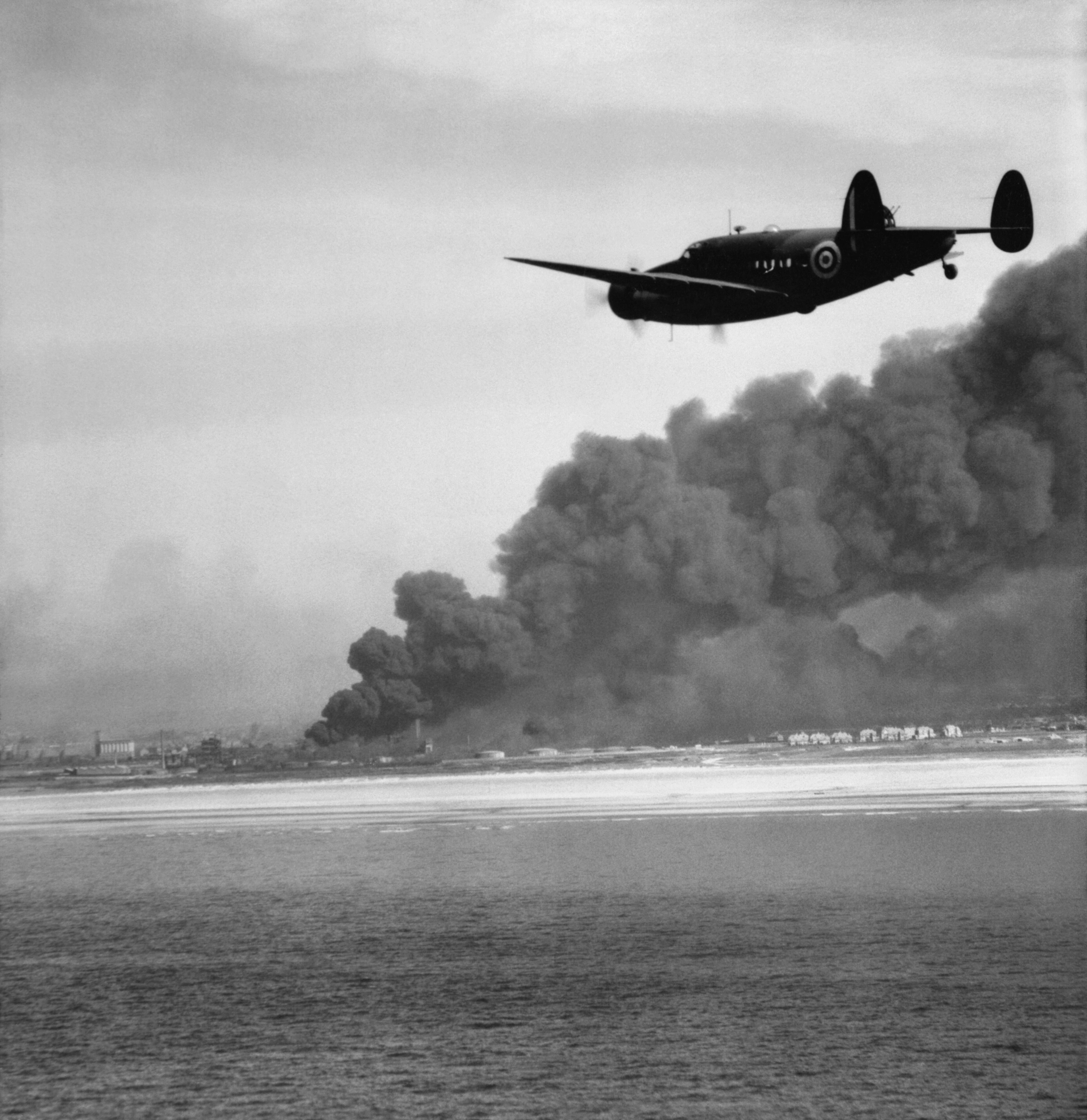
Dymy nad Dunkierką

Formacje zaangażowane w różne formy działalności we Francji, ale niebiorące bezpośredniego udziału w walkach w maju 1940. Oddziały te nie posiadały własnej artylerii i oddziałów wsparcia, jak również pełnych dowództw dywizji. Zaledwie jedna trzecia otrzymała właściwe przeszkolenie, a ponadto jedynie częściowo wyposażono je w broń maszynową, przeciwpancerną i granatniki:
- 12 Dywizja Piechoty – generał major R.L. Petre
  - Siły dywizyjne
    - Dowództwo wojsk inżynieryjnych
      - 262. kompania saperów, RE
      - 263. kompania saperów, RE
      - 264. kompania saperów, RE
      - 265. kompania taborowa, RE

  - 35 Brygada Piechoty
    - 2/5. batalion West Surrey
    - 2/6. batalion West Surrey
    - 2/7. batalion West Surrey

  - 36 Brygada Piechoty
    - 5. batalion
    - 6. batalion Queen's Own Royal West Kent
    - 7. batalion Queen's Own Royal West Kent

  - 37 Brygada Piechoty
    - 2/6. batalion East Surrey
    - 6. batalion Royal Sussex
    - 7. batalion Royal Sussex Regiment
- 23 Dywizja Piechoty – generał major AE Herbert
  - Siły dywizyjne
    - Dowództwo wojsk inżynieryjnych
      - 233. kompania saperów, RE
      - 507. kompania saperów, RE
      - 508. kompania taborowa, RE

    - 8. batalion Northumberland Fusiliers (motocykliści)
    - 9. batalion Northumberland Fusiliers (karabiny maszynowe)

  - 69 Brygada Piechoty
    - 5. batalion East Yorks
    - 6. batalion Green Howards
    - 7. batalion Green Howards

  - 70 Brygada Piechoty
    - 10. batalion Northumberland Fusiliers
    - 11. batalion Northumberland Fusiliers
    - 1. batalion Tyneside Scottish

- 46 Dywizja Piechoty – generał major H.O. Curtis
  - Siły dywizyjne
    - Dowództwo wojsk inżynieryjnych
      - 270. kompania saperów, RE
      - 271. kompania saperów, RE
      - 272. kompania saperów, RE
      - 273. kompania taborowa, RE

    - 2/7. batalion Middlesex, MG

  - 137 Brygada Piechoty
    - 2/5. batalion West Yorkshire
    - 2/6. batalion Księcia Wellingtona
    - 2/7. batalion Księcia Wellingtona

  - 138 Brygada Piechoty
    - 6. batalion Lincolnshire
    - 274. batalion Lekkiej Piechoty King's Own Yorkshire
    - 6. batalion York & Lancaster

  - 139. Brygada Piechoty
    - 2/5. batalion Leicestershire
    - 2/5. batalion Sherwood Foresters
    - 9. batalion Sherwood Foresters

## Oddziały łączności
- Artyleria
  - 3 Brygada Art. Plot.
    - 2. paplot, RA
    - 8. paplot, RA
    - 79. paplot, RA
    - 4. bateria art. plot. lekkiej, RA
- Wojska inżynieryjne
  - 104. Kompania łączności, RE
  - 106. Kompania łączności, RE
  - 110. Kompania łączności, RE
  - 212. Kompania łączności, RE
  - 218. Kompania łączności, RE
- Wydzielone bataliony piechoty (kompanie i plutony tych batalionów stacjonowały w różnych bazach tyłowych): 
  - 4. batalion The Buffs
  - 14. batalion Fizylierów Królewskich
  - 12. batalion Warwickshire
  - 4. batalion Straży Granicznej
  - 1/5. batalion Sherwood Foresters

## Oddziały przybyłe do Francji po 10 maja 1940
- 1 Dywizja Pancerna – generał major R. Evans (oddziały nie posłane do obrony Calais przybyły do Francji pomiędzy 15 i 21 maja 1940 i walczyły na południe od Sommy; nigdy nie połączyły się z głównymi siłami BEF)
  - 2 Brygada Pancerna
    - 1. pułk Queen's Bays
    - 9. pułk Queen's Royal Lancers
    - 10. pułk Royal Hussars

  - 3 Brygada Pancerna
    - 2. batalion Królewskiego Pułku Czołgów
    - 3. batalion Królewskiego Pułku Czołgów (wydzielony i odesłany 21 maja 1940 z 30 Brygadą Piechoty do obrony Calais)
    - 5. batalion Królewskiego Pułku Czołgów

  - 1 Grupa Wsparcia
    - 101. Light Anti-Aircraft and Anti-Tank Regiment
    - 30 Brygada Piechoty (odesłana 21 maja 1940 do obrony Calais)
      - 2. batalion Korpusu King's Royal Rifle
      - 1. batalion Brygady Strzelców
- 20 Niezależna Brygada Piechoty Gwardii (skierowana 21 maja z Anglii do obrony Boulogne
  - 2. batalion Gwardii Irlandzkiej
  - 2. batalion Gwardii Walijskiej
  - 20. kompania przeciwpancerna
- Pozabrygadowe związki piechoty
  - 1. batalion Queen Victoria's Rifles, z Korpusu King's Royal Rifle (motocykliści) (odesłany 21 maja 1940 do obrony Calais, wszedł w skład 30 Brygady Piechoty w Calais)

Następujące oddziały zostały wysłane do Francji w połowie czerwca 1940 podczas nieudanej próby sformowania Brytyjskich Sił Ekspedycyjnych (2), którymi miał dowodzić generał porucznik Alan Brooke; wszystkie zostały ewakuowane pod koniec czerwca 1940 w ramach operacji Ariel: 
- 52 (Lowland) Dywizja Piechoty – generał major J.S. Drew 
  - Siły dywizyjne
    - Dowództwo artylerii
      - 70. pap, RA
      - 71. pap, RA
      - 78. pap, RA
      - 54. pułk art. ppanc., RA

    - Dowództwo wojsk inżynieryjnych
      - 202. kompania saperów, RE
      - 241. kompania saperów, RE
      - 554. kompania saperów, RE
      - 243. kompania taborowa, RE

  - 155 Brygada Piechoty
    - 7/9. batalion Royal Scots
    - 4. batalion King's Own Scottish Borderers
    - 5. batalion King's Own Scottish Borderers

  - 156 Brygada Piechoty
    - 4/5. batalion Royal Scots Fusiliers
    - 6. batalion Queen's Own Cameron Highlanders
    - 7. batalion Queen's Own Cameron Highlanders

  - 157 Brygada Piechoty
    - 1. batalion Glasgow Highlanders
    - 5. batalion Highland Light Infantry
    - 6. batalion Highland Light Infantry

- 1 Kanadyjska Brygada Piechoty[c]
  - pułk Royal Canadian
  - pułk Hastings and Prince Edward
  - 48. pułk Highlanders of Canada
  - 1. paplot (Kanadyjska Królewska Artyleria Konna)